# Gran Premio di San Remo 1951
Il Gran Premio di San Remo 1951 è stata una gara di Formula 1 extra-campionato mondiale tenutasi il 22 aprile 1951 sul Circuito di Ospedaletti a San Remo in Liguria.

## Gara

### Resoconto
La gara fu contraddistinta dal dominio delle Ferrari che si aggiudicarono le prime tre posizioni con Alberto Ascari, Dorino Serafini e lo svizzero Rudolf Fischer. Solamente l'incidente occorso a Luigi Villoresi al 62º giro quando urtava l'auto di Reg Parnell parcheggiata a lato della strada impediva un podio tutto italiano. Si è trattata della prima vittoria stagionale per il corridore milanese che nell'occasione ha collaudato con successo un nuovo propulsore da 4500 cm³ a doppia accensione sviluppato dalla casa di Modena.

### Risultati
| Pos | Nr | Pilota                | Vettura          | Giri | Tempo/Ritiro        |
| --- | -- | --------------------- | ---------------- | ---- | ------------------- |
| 1   | 18 | Alberto Ascari        | Ferrari 375      | 90   | 2:57:08.2           |
| 2   | 30 | Dorino Serafini       | Ferrari 375      | 90   | + 1'24.8            |
| 3   | 40 | Rudolf Fischer        | Ferrari 212      | 90   | + 2'02.8            |
| 4   | 8  | Harry Schell          | Maserati 4CLT/48 | 87   | + 3 giri            |
| 5   | 16 | Stirling Moss         | HWM-Alta         | 85   | + 5 giri            |
| 6   | 14 | Guy Mairesse          | Talbot-Lago T26C | 84   | + 6 giri            |
| 7   | 24 | Lance Macklin         | HWM-Alta         | 81   | + 9 giri            |
| NC  | 28 | Henri Louveau         | Talbot-Lago T26C | 79   |                     |
| Rit | 22 | Yves Giraud-Cabantous | Talbot-Lago T26C | 71   | Ritirato            |
| Rit | 26 | Luigi Villoresi       | Ferrari 375      | 63   | Incidente           |
| Rit | 32 | Toulo de Graffenried  | Maserati 4CLT/48 | 60   | Sospensione         |
| Rit | 10 | David Murray          | Maserati 4CLT/48 | 59   | ?                   |
| Rit | 4  | Peter Whitehead       | Ferrari 125      | 56   | ?                   |
| Rit | 36 | Louis Chiron          | HWM-Alta         | 42   | ?                   |
| Rit | ?  | Reg Parnell           | Maserati 4CLT/48 | 16   | Incidente           |
| Rit | ?  | Louis Rosier          | Talbot-Lago T26C | ?    | ?                   |
| Rit | ?  | Prince Bira           | Osca 4500        | 5    | Radiatore/Incidente |
| NP  | ?  | Johnny Claes          | Talbot-Lago T26C |      | Danni Incidente     |

## Qualifiche

### Resoconto
Un grave incidente si verificò nella giornata di venerdì, quando il belga Johnny Claes usciva di strada a causa della rottura dei freni della sua Talbot-Lago T26C provocando un morto e tre feriti. A causa dello shock il pilota decise di non prendere parte alla corsa.
Nelle prove del sabato Alberto Ascari realizzò il nuovo record assoluto del tracciato.

### Risultati
| Pos | No | Pilota                | Vettura          | Tempo  | Distacco |
| --- | -- | --------------------- | ---------------- | ------ | -------- |
| 1   | 18 | Alberto Ascari        | Ferrari 375      | 1:52.0 |          |
| 2   | 26 | Luigi Villoresi       | Ferrari 375      | 1:52.2 | + 0.2    |
| 3   | 32 | Toulo de Graffenried  | Maserati 4CLT/48 | 1:55.2 | + 3.2    |
| 4   | 30 | Dorino Serafini       | Ferrari 375      | 1:55.6 | + 3.6    |
| 5   | ?  | Prince Bira           | Osca 4500        | 1:55.8 | + 3.8    |
| 6   | ?  | Louis Rosier          | Talbot-Lago T26C | 1:59.2 | + 7.2    |
| 7   | 40 | Rudolf Fischer        | Ferrari 212      | 1:59.2 | + 7.2    |
| 8   | 8  | Harry Schell          | Maserati 4CLT/48 | 2:01.6 | + 9.6    |
| 9   | 22 | Yves Giraud-Cabantous | Talbot-Lago T26C | 2:01.8 | + 9.8    |
| 10  | 16 | Stirling Moss         | HWM-Alta         | 2:02.2 | +10.2    |
| 11  | ?  | Reg Parnell           | Maserati 4CLT/48 | 2:02.4 | +10.4    |
| 12  | 10 | David Murray          | Maserati 4CLT/48 | 2:03.0 | +11.0    |
| 13  | 24 | Lance Macklin         | HWM-Alta         | 2:03.2 | +11.2    |
| 14  | 4  | Peter Whitehead       | Ferrari 125      | 2:03.6 | +11.6    |
| 15  | 28 | Henri Louveau         | Talbot-Lago T26C | 2:06.4 | +14.4    |
| 16  | 36 | Louis Chiron          | HWM-Alta         | 2:06.6 | +14.6    |
| 17  | 14 | Guy Mairesse          | Talbot-Lago T26C | 2:06.8 | +14.8    |